# Swalm
|  | No s'ha de confondre amb Zwalm. |

El Swalm és un riu de 45 km que neix a Erkelenz en Alemanya i desemboca al Mosa a Swalmen als Països Baixos. Del curs total, 28 km són al territori neerlandès. El riu fa part del parc natural Natuurpark Maas-Swalm-Nette. Les principals ciutats al Swalm són Wegberg, Niederkrüchten, Schwalmtal, Brüggen i Swalmen. Té com a afluents el Beecker Bach, el Mühlenbach, el Knippertzbach, el Kranenbach i el Elmpter Bach.Hi ha un afluent de l'Escalda, el Zwalm i un municipi belga Zwalm que tenen gairebé el mateix nom.

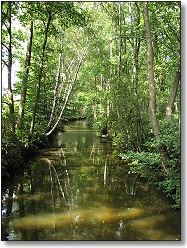
El Swalm prop del llac Hariksee

| \| \| Afluents del Mosa en orde davall->damunt \| |                                          |
| Dieze - Niers - Swalm - Roer - Geleenbeek- Geul - Jeker - Voer - Berwijn - Julienne - Llègia - Ourthe - Hoyoux - Mehaigne - Samson -Sambre - Bocq - Burnot - Molignée - Lesse - Viroin - Semois - Bar - Kuer (Chiers) |                                          |
| Vegeu també : • Mosa • França • Bèlgica • Països Baixos |                                          |
| | Afluents del Mosa en orde davall->damunt |